# Tennessee Lady Volunteers (basquetebol feminino)
Tennessee Lady Volunteers  é o time de basquete feminino da Universidade do Tennessee, Knoxville, Tennessee, e jogam na Southeastern Conference, Divisão I da NCAA

## Títulos
Campeonato de Basquetebol da NCAA: 8 títulos (1987, 1989, 1991, 1996, 1997, 1998, 2007 e 2008) 